# Staré Sedlo (district de Tachov)
Pour les articles homonymes, voir Staré Sedlo.
Staré Sedlo (en allemand : Altsattel, également : Alt Sattl) est une commune du district de Tachov, dans la région de Plzeň, en République tchèque. Sa population s'élevait à 262 habitants en 2022.

## Géographie
Staré Sedlo se trouve à 9 km au sud-est de Bor, à 23 km au sud-est de Tachov, à 38 km à l'ouest-sud-ouest de Plzeň et à 122 km à l'ouest-sud-ouest de Prague.
La commune est limitée par Bor au nord, par Kladruby, Prostiboř et Mezholezy u Horšovského Týna à l'est, par Mířkov et Vidice au sud, et par Stráž à l'ouest.

## Histoire
La première mention écrite de la localité date de 1115.

## Administration
La commune se compose de trois sections :
- Staré Sedlo ;
- Darmyšl ;
- Racov.

## Galerie

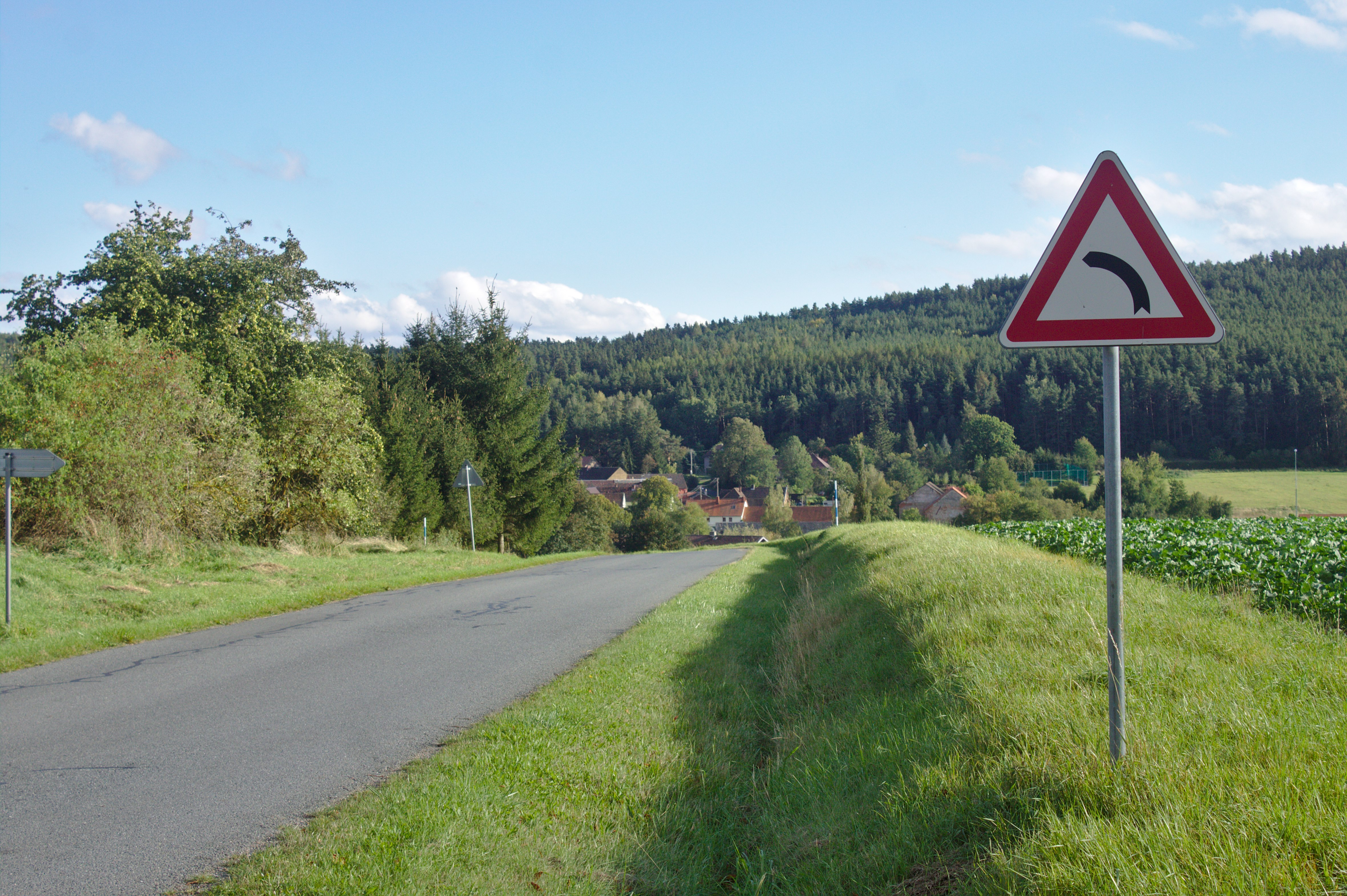
Route vers Darmyšl.
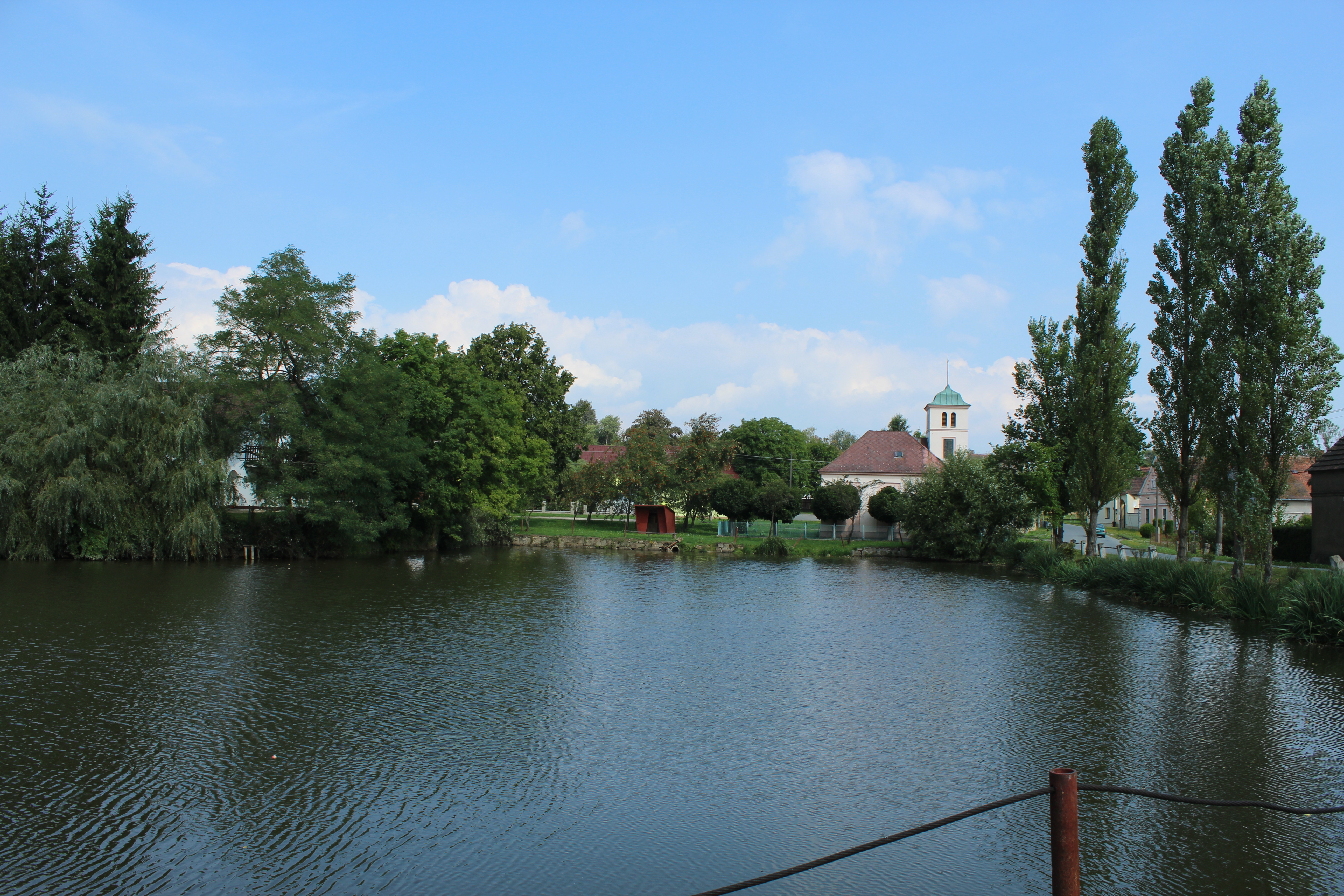
Darmyšl.

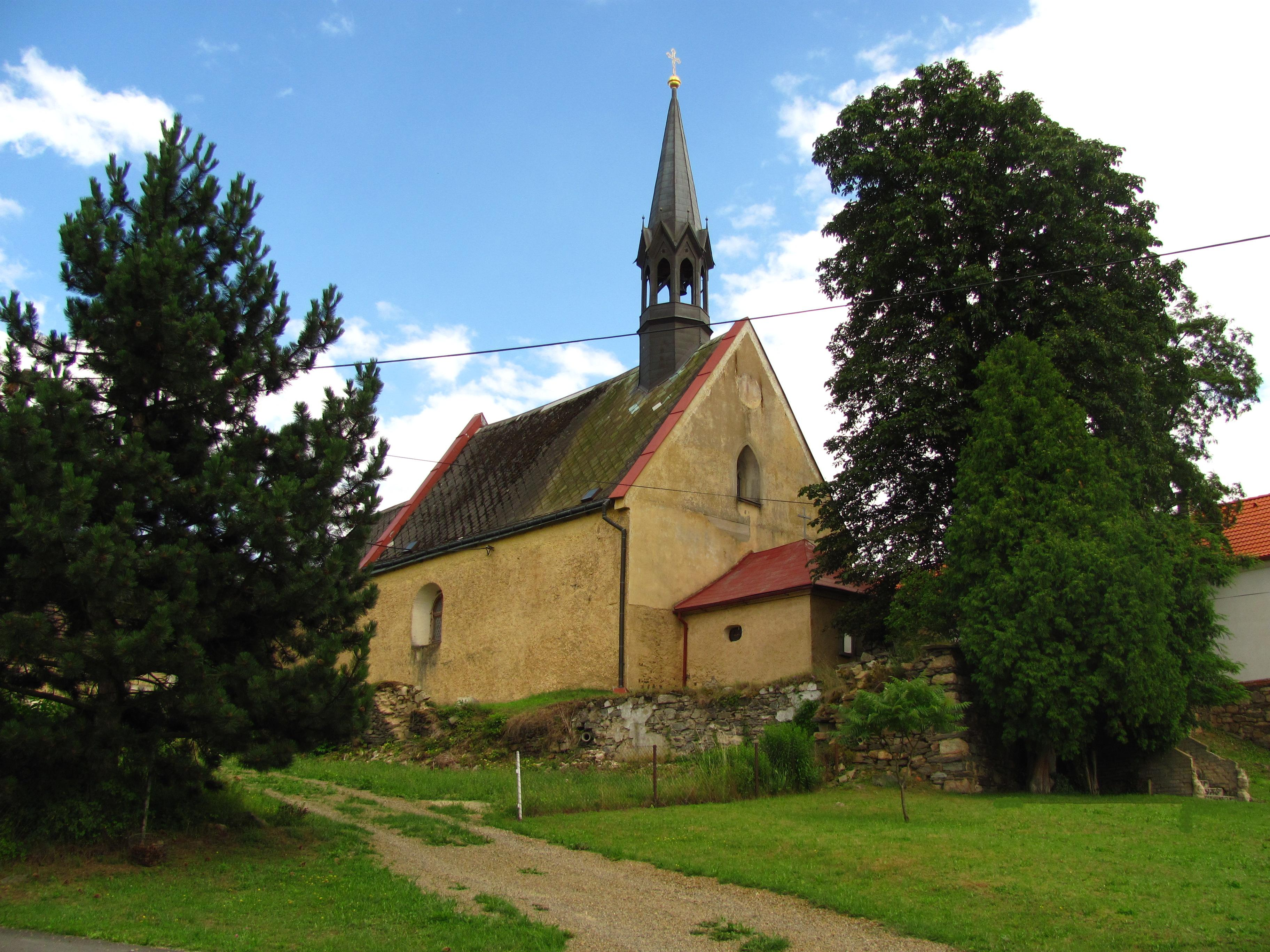
Racov : église Saint-Martin.

## Transports
Par la route, Staré Sedlo se trouve à 10 km de Bor, à 26 km de Tachov, à 48 km de Plzeň  et à 143 km de Prague. 